# Antonius Speekenbrink
Antonius Bernardus Speekenbrink (Breda, 10 september 1905 - Leiden, 2 november 1977) was een Nederlands econoom, rijksambtenaar, diplomaat en van 1957 tot 1961 gouverneur van de Nederlandse Antillen. Hij was de laatste Europese Nederlander benoemd in deze functie.

## Levensloop
Antonius Speekenbrink bracht zijn jeugd door in het toenmalige Nederlands-Indië. Na de HBS in Bandung en de opleiding tot zee-officier in Dordrecht en Den Helder te hebben gevolgd, studeerde hij aan de Nederlandsche Handels-Hoogeschool (de huidige Erasmus Universiteit) te Rotterdam. In 1933 behaalde hij zijn doctoraalexamen economie.
Van 1927 tot 1931 was hij werkzaam bij de Bataafse Petroleum Maatschappij. In 1934 trad hij in rijksdienst bij het ministerie van Economische Zaken en was tijdens de Tweede Wereldoorlog aan dit ministerie verbonden vanuit Londen. In 1945 werd hij benoemd tot directeur-generaal van de dienst buitenlandse economische betrekkingen van het ministerie. Hij werkte onder Hans Hirschfeld in Indonesië en op 1 januari 1950 volgde zijn benoeming tot financieel-economisch adviseur van het Nederlandse Hoge Commissariaat in Indonesië met rang en titel van buitengewoon gezant en gevolmachtigd minister. Vanaf 1953 verkreeg hij dezelfde rang en titel met de functie van hoofd economische afdeling bij de Nederlandse ambassade te Washington D.C.
Op 24 april 1957 aanvaardde Speekenbrink het gouverneurschap van de Nederlandse Antillen. Hij volgde Anton Struycken op die in 1956 tot minister van Binnenlandse Zaken in het Kabinet-Drees III werd benoemd. Bij zijn installatie prees de voorzitter van de Staten, Ronchi Isa, de keuze van een ervaren econoom gezien het belang van financiële en economische opbouw na de totstandkoming van de Nederlandse Antillen.  Speekenbrink was niet aangesloten bij enige politieke partij en vervulde het ambt tot mei 1961. Tijdens zijn ambtsperiode deed zich de geruchtmakende kwesties van de Meer en de Wit voor. Speekenbrink weigerde op verzoek van de minister van Justitie, S.W. van der Meer, het ontslag van de procureur-generaal mede te ondertekenen. De procureur-generaal moest vertrekken vanwege zijn weigering de journalist en hoofdredacteur van het dagblad Beurs- en Nieuwberichten, A. de Wit, het land uit te zetten. Nadien weigerde Speekenbrink wederom zijn handtekening te zetten onder het bevel van het Antilliaans kabinet tot uitwijzing van de Wit. Hiermee escaleerde de kwestie tot een zaak van het rijkskabinet.
Na het vertrek van Speekenbrink trad Christiaan Winkel als waarnemend gouverneur op tot aan zijn overlijden op 10 augustus 1962. Het was de algemene verwachting dat Winkel als eerste Antilliaan benoemd zou worden tot gouverneur, maar dat werd Cola Debrot. Speekenbrink ging de geschiedenis in als de laatste Europese Nederlander in dit ambt.
Speekenbrink bleef nog jarenlang bestuurlijk actief in verschillende organisaties uit het bedrijfsleven. Ook bleef hij betrokken bij de Antillen en vervulde hij het voorzitterschap van de Stichting tot bevordering van investeringen op de Nederlandse Antillen (STINA) en van de Raad van Overleg van de Nederlandse Participatie Maatschappij voor de Nederlandse Antillen N.V. (NPMNA).
Antonius Speekenbrink was gehuwd met Cecilia Maria Terhal. Ze kregen vier kinderen. Naast verschillende hoge buitenlandse onderscheidingen werd hij gedecoreerd tot commandeur in de Orde van Oranje-Nassau (1961) en ridder in de Orde van de Nederlandse Leeuw.
- Biografisch Portaal: 06443818
- Nederlandse Thesaurus van Auteursnamen: 316206202
- Parlement.com: vgw52s1wcsy8
- Virtual International Authority File: 285995693